# A. Laubin
A. Laubin, Inc. es un fabricante estadounidense de oboes y de cornos ingleses, situado en Peekskill, Nueva York. Alfred Laubin, un músico de ejecución, fabricó en 1931 su primer oboe debido a su descontento por los instrumentos disponibles en la época como proyecto casero, pero pronto, fue capaz de satisfacer una demanda que le permitió hacer de ello su carrera. Estos instrumentos impresionaron a los amigos profesionales con los que tocaba y terminó convirtiendo el hobby en una ocupación a tiempo completo. 
En 1956, Alfred, el primogénito de Paul Laubin aprendió de su padre todos los detalles sobre la fabricación de los instrumentos y los pormenores de la gestión del negocio antes de que falleciese en 1976. Hoy, Paul Laubin, su hijo Alexander y una especialista en remates, confeccionan unos 20 instrumentos por año. Mientras que otros fabricantes de oboes han modernizado y automatizado su producción usando fresadoras y piezas estandarizadas, Laubin todavía hace todo esencialmente a mano, usando tornos, taladros y herramientas manuales. A pesar de su escasez relativa, los oboes de Laubin se encuentran reconsiderados por expertos, incluyendo los principales músicos de varias orquestas estadounidenses.